# Bűnös vagyok (film, 1942)
A Bűnös vagyok 1942-ben bemutatott fekete-fehér magyar játékfilm Hamza D. Ákos rendezésében.

## Szereplők
- Lola Linda: Mezey Mária
- Bálint Klári: Koós Zsófia
- Mátray Miklós: Kamarás Gyula
- Lola barátja, Frici: Greguss Zoltán
- Bálint Kázmér: Kürthy György
- Bálintné: Árpád Margit
- bártulajdonos: Pártos Gusztáv
- Tibor, Klári vőlegénye: Berczy Géza
- Sári, Lola barátnője: Rácz Vali
- Kádár néni: Vágóné Margit
- Szőke úr: Csortos Gyula
- Teri, szobalány: Somogyi Nusi
- első mérnök: Halász Géza
- második mérnök: Hidassy Sándor
- építésvezető: Kelemen Lajos
- rendőr: Harasztos Gusztáv
- klarinétos a bárban: Benkő Gyula
- Szokolay Olly
- Terney Gyula

## Történet
Mátray Miklós, ifjú mérnök villát épít Bálint Kázmér leányának, a menyasszony Klárinak. A tervezés közben döbben rá Miklós és Klári, hogy szeretik egymást. Klári mégsem vállalja a szakítást vőlegényével. Miklós egy mulatóban keres feledést, és megismerkedik Lolával, az énekesnővel. Lola szeretné magához kötni a férfit. Öngyilkossággal fenyegetőzik, majd terhesnek hazudja magát. Közben Klári ismét szabaddá válik. Lola hármójuk találkozóján a Dunába esik és vízbe fullad. Miklós először színjátéknak véli az esetet, majd összeroppan. Felmentő bírósági ítélet hozza meg nyugalmát Klári oldalán.
Bemutató: 1942. június 3. Átrium, Corso, Rádius